# Bastijon (vojna mornarica)
Bastijon je v pomorski strategiji močno branjeno vodno območje, kjer lahko prijateljske sile varno delujejo. Značilno je, da je takšno območje obkroženo s prijateljsko obalo, zaščiteno z morskimi minami, opazovano s senzorji in močno patruljirano s površinskimi, podvodnimi in zračnimi silami.

## Zgodovina
Koncept je razvila Sovjetska vojna mornarica, ki zaradi hrupnosti svojih strateških jedrskih podmornic ni zagovarjala njihovega patruljiranja po odprtem morju, temveč je za to namenila močno branjena priobalna območja Severne flote in Tihooceanske flote v Barentsovem, Beringovem in Ohotskem morju. NATO sicer "Barentsov bastijon" umešča nekoliko vzhodneje, na vzhodni del Barentsovega morja in v Karsko morje, nadzor nad preostankom Barentsovega morja pa naj bi bil deljen s podmornicami Ameriške vojne mornarice. Dodaten razlog za razvoj tega koncepta je bil otežen dostop Sovjetske vojne mornarice do odprtega morja. Plovila Severne flote so morala na poti v Atlantski ocean prečkati ožino med Veliko Britanijo, Islandijo in Grenlandijo, plovila Tihooceanske flote pa so morala na poti proti Združenim državam Amerike potovati mimo Aleutov in Aljaske. Strateške jedrske podmornice in koncept bastijona sta bila osrednja elementa sovjetske sposobnosti drugega jedrskega udara.
Zgodovina koncepta sega v leto 1972, ko je bila Sovjetski vojni mornarici predana v uporabo prva strateška jedrska podmornica, ki je s svojimi izstrelki lahko dosegle ozemlje Združenih držav Amerike, ne da bi zapustila teritorialne vode Sovjetske zveze. Ta podmornica, K-279 razreda Murena, je bila oborožena z podmorniškimi balističnimi izstrelki R-29 z največjim dosegom 7800 km, kar je bilo veliko izboljšanje glede na predhodni razred Navaga z izstrelki R-27 z največjim dosegom 3000 km.
Najverjetneje prvi zahodni obveščevalec, ki je prepoznal obstoj koncepta bastijona, je bil James M. McConnell, analitik v Centru za pomorske analize (ZDA) v začetku 1970-ih let. Kot trdi Kreitler (1988, str. 14), je McConnell ta koncept videl kot osrednjo strategijo Sovjetske vojne mornarice: "Primarna naloga preostanka vojne mornarice je zaščita bastijona, saj so strateške jedrske podmornice zavzele ključno vlogo v sovjetskem konceptu medvojnega odvračanja in končevanja vojne". 
Trdil je, da je bila Sovjetska vojna mornarica pripravljena uporabiti večino svojih sil v podporo svojim strateškim balističnim podmornicam v bastijonih. Prednost takšnega delovanja je, da vojni mornarici omogoča zaščito plovil sovjetske flote in sovjetskega ozemlja, medtem ko sočasno zagotavlja uničenje velikih sovražnikovih skupin ladij. Večja površinska plovila so pri tem potrebna ne za krepitev sposobnosti boja proti letalonosilkam, temveč za povečanje sposobnosti protipodmorniškega boja v podporo strateškim jedrskim podmornicam do 2500 km (doseg manevrirnih izstrelkov Tomahawk).
Koncept bastijona je zamenjal doktrino prestrezanja ladijskih konvojev, ki ji je Sovjetska vojna mornarica sledila v 1950-ih in 1960-ih letih. Konceptualni prehod lahko spremljamo skozi gradnjo vojnih ladij. Razreda križark iz 1950-ih in prve polovice 1960-ih let Projekt 68 ter Projekt 68bis imata zasnovo, specializirano za iskanje in uničevanje transportnih ladij z dvanajstimi 152 mm (6 palcev) topovi in 100 mm (3,9 palca) oklepom ter odlično plovnostjo na odprtem morju v vseh vremenskih pogojih. Po prihodu jedrskih podmornic v vojno mornarico se v 1970-ih letih pojavita razreda križark Berkut A in Berkut B, specializirana za protipodmorniško bojevanje. Nameščena imata revolucionarna orožja za protipodmorniško bojevanje, ki so se v Sovjetski vojni mornarici pojavila v 1960-ih letih: vodeni torpedi, protipodmorniški raketometi in protipodmorniške rakete. Posamezniki, kot je admiral Harry Train, so verjeli, da je bila še v 1970-ih letih primarna naloga Sovjetske vojne mornarice prestrezanje čezatlantskih konvojev ladij. 
V Ruski vojni mornarici koncept bastijona še vedno velja, kljub mnogo manjšemu številu ladij in podmornic kot v Sovjetski vojni mornarici. Svoj pomen je deloma izgubil na račun koncepta nejedrskega odvračanja, ki izvira iz časa Maršala Sovjetske zveze Nikolaja Vasiljeviča Ogarkova, poveljnika generalštaba Sovjetskih oboroženih sil v letih 1977–1984. Ta koncept poudarja sposobnost udara na kopenske cilje z manevrirnimi izstrelki s platform, kot so podmornice razreda Jasen.
Pojavili so se predlogi, da poskuša tudi Kitajska vojna mornarica ustvariti bastijon v Rumenem morju za svoje vedno večje število strateških jedrskih podmornic.